# Rick Brito
Rick Brito is een Luxemburgs voetballer die speelt als verdediger voor de Luxemburgse club Jeunesse Esch.

## Carrière
Brito speelde in verschillende teams al zeer snel in de eerste ploeg zoals bij FF Norden 02 en bij FC Wiltz 71 maar maakte pas in 2019 zijn debuut in de eerste klasse in Luxemburg voor Jeunesse Esch.
1 Sommer ·
2 Mendes ·
3 C. de Sousa ·
4 Todorović  ·
5 Meddour ·
6 Fiorani ·
7 Klica ·
8 Duriatti ·
10 Deidda ·
11 Makota ·
12 Ivesic ·
14 Menessou ·
16 Kyereh ·
17 D. de Sousa ·
18 Lapierre ·
19 Rosa ·
20 D. Soares ·
21 Arslan ·
22 C. Soares ·
23 Steinbach ·
24 Kouamé ·
25 Brito ·
26 Fox ·
Boakye ·
Coach: Tosi